# Ana Henriqueta da Baviera
Ana Henriqueta da Bavaria (Anne Henriette Julie; Paris, 13 de março de 1648 – Paris, 23 de fevereiro de 1723), também conhecida como Ana do Palatinado, foi uma princesa francesa e, esposa de Henrique Júlio, Príncipe de Condé, filho de Luís II, Príncipe de Condé.

## Casamento e descendência
Casou-se em 11 de dezembro de 1663 no Palácio do Louvre com Henrique Júlio de Bourbon-Condé, filho do célebre Luís, Grande Condé, o rei Luís XIV de França e o restante da família real estavam presentes. O casal teve 10 filhos:
1. Maria Teresa de Bourbon, princesa de Conti (1666-1732)
2. Henrique de Bourbon, duque de Bourbon (1667-1670)
3. Luís III de Bourbon-Condé (1668-1710)
4. Mademoiselle d’Enghien (1670-1675)
5. Henrique de Bourbon, conde de Clermont (1672-1675)
6. Luís Henrique de Bourbon, conde de La Marche (1673-1677)
7. Mademoiselle de Condé (1675-1700)
8. Luísa Benedita de Bourbon, duquesa de Maine (1676-1753)
9. Maria Ana de Bourbon, duquesa de Vendôme (1678-1718)
10. Mademoiselle de Clermont (1679-1680)